# Gävlebocken

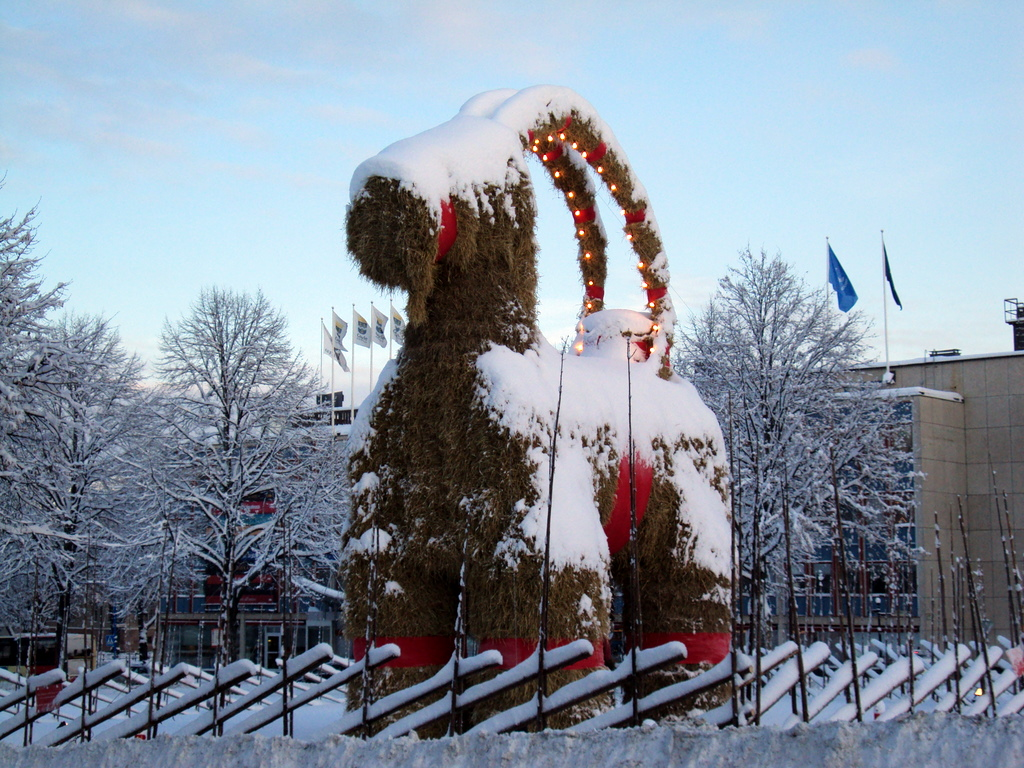
Die Weihnachtsziege im Jahr 2009

Als Gävlebocken (deutsch: Ziegenbock von Gävle) werden zwei Julböcke bezeichnet, die jährlich im Dezember in der schwedischen Stadt Gävle auf dem Platz Slottstorget aufgestellt werden. Die erste, aus Stroh gebaute, Figur wird am ersten Adventsonntag aufgestellt. Der große Julbock wird von der Gemeinde Arbeterbaldet, Eje Berglund AB und Gävle centrumsamverkan (früher: Söder Köpmän) unterstützt. Der Julbock wird in den meisten Jahren durch Brandstiftung zerstört.
Der zweite, kleinere Julbock wird von der naturwissenschaftlichen Vereinigung der Schule Vasaskolan aufgestellt.

## Geschichte
Der erste Gävlebocken wurde 1966 auf Betreiben des Werbungsexperten Stig Gavlén als überdimensionale Variante des traditionellen Julbocks errichtet. Konstruktion und Gestaltung wurden von Jörgen Gavlén, dem Leiter der städtischen Feuerwehr und Bruder Stig Gavléns, ausgeführt. Die Konstruktion des Julbocks wurde bis 1977 und von 1986 bis 2002 von der Feuerwehr vorgenommen. Der erste, von Harry Ström finanzierte Julbock war 13 Meter hoch, sieben Meter lang und wog drei Tonnen. Am Jahreswechsel 1966/1967 geriet die Konstruktion in Brand. Der Täter wurde ermittelt und wegen Sachbeschädigung verurteilt.
Der große und kleine Julbock sind seitdem regelmäßig Ziel von Vandalismus, der sich nicht nur in Brandstiftungen, sondern auch dem versuchten und teilweise ausgeführten Umwerfen des Julbocks zeigt.

## Brandstiftungen
Fast jedes Jahr werden die Julböcke niedergebrannt. Die Serie an Brandstiftungen bescherte den Julböcken z. T. internationale Medienaufmerksamkeit. Die ermittelten Täter wurden wegen Sachbeschädigung und Brandstiftung strafrechtlich verfolgt.
Die Brandstiftungen werden durch verschiedene Gegenmaßnahmen zu verhindern versucht. Die Julböcke selbst werden imprägniert und durch Wachen und Webcams überwacht. 2006, im Jahr der ersten Imprägnierung, blieb die Ziege abgesehen von einer versuchten, aber erfolglosen Brandstiftung unbeschädigt. Nach Beschwerden über das Aussehen des Imprägniermittels wurde der Julbock 2008 nicht mehr imprägniert. Im Jahr 2010 wurde ein professioneller Wachdienst angeheuert. Seit 2011 werden Stofftiere in Form des Julbocks verkauft, mit deren Erlös die Bewachung finanziert wird. Im Winter 2023 wurde der Julbock nicht verbrannt, litt aber aufgrund eines hohen Anteils von Ähren unter ständigen Beschädigungen durch futtersuchende Dohlen. 